# Alliance des forces démocratiques pour la libération du Congo
 (octobre 2024).
Si vous disposez d'ouvrages ou d'articles de référence ou si vous connaissez des sites web de qualité traitant du thème abordé ici, merci de compléter l'article en donnant les références utiles à sa vérifiabilité et en les liant à la section « Notes et références ».
 (octobre 2024).
La mise en forme du texte ne suit pas les recommandations de Wikipédia : il faut le « wikifier ».
Les points d'amélioration suivants sont les cas les plus fréquents. Le détail des points à revoir est peut-être précisé sur la page de discussion.
- Les titres sont pré-formatés par le logiciel. Ils ne sont ni en capitales, ni en gras.
- Le texte ne doit pas être écrit en capitales (les noms de famille non plus), ni en gras, ni en italique, ni en « petit »…
- Le gras n'est utilisé que pour surligner le titre de l'article dans l'introduction, une seule fois.
- L'italique est rarement utilisé : mots en langue étrangère, titres d'œuvres, noms de bateaux, etc.
- Les citations ne sont pas en italique mais en corps de texte normal. Elles sont entourées par des guillemets français : « et ».
- Les listes à puces sont à éviter, des paragraphes rédigés étant largement préférés. Les tableaux sont à réserver à la présentation de données structurées (résultats, etc.).
- Les appels de note de bas de page (petits chiffres en exposant, introduits par l'outil «  Source ») sont à placer entre la fin de phrase et le point final[comme ça].
- Les liens internes (vers d'autres articles de Wikipédia) sont à choisir avec parcimonie. Créez des liens vers des articles approfondissant le sujet. Les termes génériques sans rapport avec le sujet sont à éviter, ainsi que les répétitions de liens vers un même terme.
- Les liens externes sont à placer uniquement dans une section « Liens externes », à la fin de l'article. Ces liens sont à choisir avec parcimonie suivant les règles définies. Si un lien sert de source à l'article, son insertion dans le texte est à faire par les notes de bas de page.
- La présentation des références doit suivre les conventions bibliographiques. Il est recommandé d'utiliser les modèles {{Ouvrage}}, {{Chapitre}}, {{Article}}, {{Lien web}} et/ou {{Bibliographie}}. Le mode d'édition visuel peut mettre en forme automatiquement les références.
- Insérer une infobox (cadre d'informations à droite) n'est pas obligatoire pour parachever la mise en page.

Pour une aide détaillée, merci de consulter Aide:Wikification.
Si vous pensez que ces points ont été résolus, vous pouvez retirer ce bandeau et améliorer la mise en forme d'un autre article.
L'Alliance des forces démocratiques pour la libération du Congo (AFDL), ou parfois Alliance des forces démocratiques pour la libération du Congo-Zaïre, était une coalition de dissidents à Mobutu Sese Seko et de groupes ethniques minoritaires congolais qui, emmenés par Laurent-Désiré Kabila, mais en réalité orchestré et dirigé par le Rwanda, prirent le pouvoir au terme de la première guerre du Congo (1996-1997), tout en se rendant coupable de nombreuses exactions. Bien que l'alliance ait réussi à évincer Mobutu du pouvoir, elle ne survécut pas aux tensions entre Kabila et ses anciens alliés, l'Ouganda et le Rwanda, ce qui amena au déclenchement de la deuxième guerre du Congo le 2 août 1998.

## Contexte
Vers le milieu de 1996, la situation dans le Zaïre oriental devenait de plus en plus tendue. Après le génocide des Tutsis au Rwanda de 1994, des centaines de milliers de Hutus avaient traversé la frontière jusqu'au Zaïre où ils se rassemblèrent en de grands camps de réfugiés. De nombreux participants au génocide, dont des membres des Forces armées rwandaises (FAR) et des miliciens interahamwe, profitèrent de l'anonymat offert par les camps pour se réorganiser dans le mouvement Rassemblement pour le Retour et la Démocratie au Rwanda (RDR). Le RDR commença à utiliser les camps comme base arrière pour son infiltration au-delà de la frontière et conduire une insurrection. Malgré les protestations du gouvernement du Rwanda, le gouvernement zaïrois, et les organisations internationales apportant l'aide humanitaire aux camps ne purent ou ne voulurent pas séparer ces militants des populations de réfugiés.  
Au même moment, la situation des Banyamulenge, des Tutsis présents au Zaïre depuis des générations, devenait plus précaire. Ils furent longtemps l'objet de discriminations, étant des arrivants relativement récents dans le pays, de culture et de langue différents des tribus voisines, et instrumentalisés par Mobutu pour entretenir des dissensions dans le pays pour asseoir son pouvoir. L'arrivée massive de Hutus, qui s'en prirent naturellement aux Banyamulenge, accrut encore les tensions. Le gouvernement du Rwanda, pour sa part, voyait les Banyamulenge comme des alliés naturels, et leur apporta un soutien militaire en prévision d'une escalade éventuelle et désormais probable.

## Formation de l'AFDL
Le 7 octobre 1996, le vice-gouverneur de la ville de Bukavu au Sud-Kivu, pour qui les Banyamulenge représentaient un danger, du fait qu'il devenait de plus en plus armés, décréta que ces derniers n'étaient plus les bienvenus et qu'ils devaient quitter le pays. En réponse, les  Banyamulenge menèrent un soulèvement armé contre le gouvernement local. C'était le début de la longue guerre entre les Forces armées zaïroises (FAZ) et le Front patriotique rwandais (FPR) qui opérait sous le nom de Banyamulenge et AFDL. Car, c'est le chef d'état-major rwandais qui en sera le commandant des opérations et de l'assaut qui se préparait. C'est ainsi qu'au bout de compte, il y aura un échange de mortier entre les FAZ et le FPR stationnées sur les deux rives du lac Kivu. Ces événements sont désormais considérés comme les premiers engagements de la première guerre du Congo.
Laurent-Désiré Kabila, un ancien rebelle maoïste qui, après avoir animé le maquis d'Hewa Bora à Fizi, avait passé la précédente décennie à vendre de l'or en Tanzanie, réapparut comme porte-parole de l'AFDL et leader de son ancien groupe, le Parti de la révolution du peuple (PRP). L'AFDL en ce temps-là comprenait aussi le Conseil national de la résistance pour la démocratie (CNRD) dirigé par André Kissasse Ngandu, le Mouvement révolutionnaire pour la Libération du Zaïre dirigé par Anselme Masusu Nindaga, et l'Alliance démocratique des Peuples de Déogratias Bugera, surnommé 'Douglas'.  Il faut préciser que lorsque le Rwanda et l'Ouganda mettaient en place l'AFDL, Laurent-Désiré Kabila n'y était pas encore associé. La partie congolaise était représentée par André Kissasse Ngandu, comme leader du groupe, Masusu Nindaga et Déogratias Bugera qui représentait les intérêts de Banyamulenge. Et Laurent-Désiré Kabila, pour sa verve oratoire ne va rejoindre l'Alliance que plus tard, comme porte-parole.
Mais, après avoir nié leur participation à la conception, création et animations de l'AFDL, le président du Rwanda Paul Kagame et celui de l'Ouganda Yoweri Museveni, n'ont plus pu se voiler la face lorsque les deux troupes s'affronteront dans la Province orientale, sur la terre, zaïroise pour le contrôle de l'or. Le 22 mai 1999 aura lieu le premier affrontement, plusieurs civils congolais perdront la vie. Du 2 au 4 juin, l'affrontement se répétera. Ce conflit entre le Rwanda et l'Ouganda sur le sol congolais prendra l'allure d'une vraie guerre au mois d'août et ne prendra fin que le 17 août à la signature de l'accord de Mweya, entre Kagame et Museveni. Et le 22 août 1999, pour un accord de paix, ils se retrouvèrent à Rwakitura.

## Déroulement de la guerre
Les premières actions de l'AFDL furent de prendre les villes proches des frontières orientales et de détruire les camps de réfugiés, qui offraient un refuge facile aux militants des forces Hutues du RDR, ce qui fut dénoncé par les organisations humanitaires, les accusant de massacrer indistinctement des milliers de Hutu,,.  À chaque destruction de camp, les réfugiés passaient au suivant, aggravant les problèmes humanitaires et sanitaires.  Le camp de Mugunga, au nord du lac Kivu, atteint 500 000 occupants, ce qui le rendait ingérable. Les forces Hutues et zaïroises furent cependant rapidement défaites en de sanglants affrontements, et les provinces du Nord et du Sud-Kivu furent rapidement acquises par la rébellion. Les réfugiés Hutus s'enfuirent, et environ 800 000 d'entre eux revinrent au Rwanda. Plusieurs centaines de milliers d'autres s'éparpillèrent dans les forêts du Kivu, exposés à la famine, aux maladies, aux fauves et aux bandes armées.
Pendant que Kabila, de par ses contacts internationaux et son multilinguisme, était vu comme porte-parole de l'AFDL, la question du dirigeant restait débattue. André Kissasse Ngandu, était le président de l'aile militaire de l'AFDL, le Conseil national pour la Résistance et la Démocratie (CNRD). Cette tension interne entre les deux hommes fut résolue le 4 janvier 1997, quand Ngandu mourut en des circonstances obscures au Nord-Kivu. Kabila se présenta alors comme le président du CNRD, ainsi que porte-parole et responsable politique.  
Une fois les Kivus acquis, le reste de la guerre fut essentiellement une longue marche de l'AFDL et de ses alliés à travers le pays jusqu'à Kinshasa. La population, lassée par le régime de Mobutu Sese Seko, accueillit généralement favorablement les conquérants. Les soldats de l'armée zaïroise prirent la fuite, se rendirent sans combattre ou rejoignirent les insurgés. Le 17 mai 1997, après une dernière médiation avortée entre Mobutu et Kabila en compagnie de Nelson Mandela, l'AFDL atteignit le quartier de Masina à Kinshasa et Kabila s'autoproclama président de la République démocratique du Congo. L'AFDL fut rapidement transformée en la nouvelle armée nationale.